# Cerithiovermetus
Cerithiovermetus is een geslacht van weekdieren uit de klasse van de Gastropoda (slakken).

## Soorten
- Cerithiovermetus aqabensis Bandel, 2006
- Cerithiovermetus vinxae Bandel, 2006